# Marten Toonder

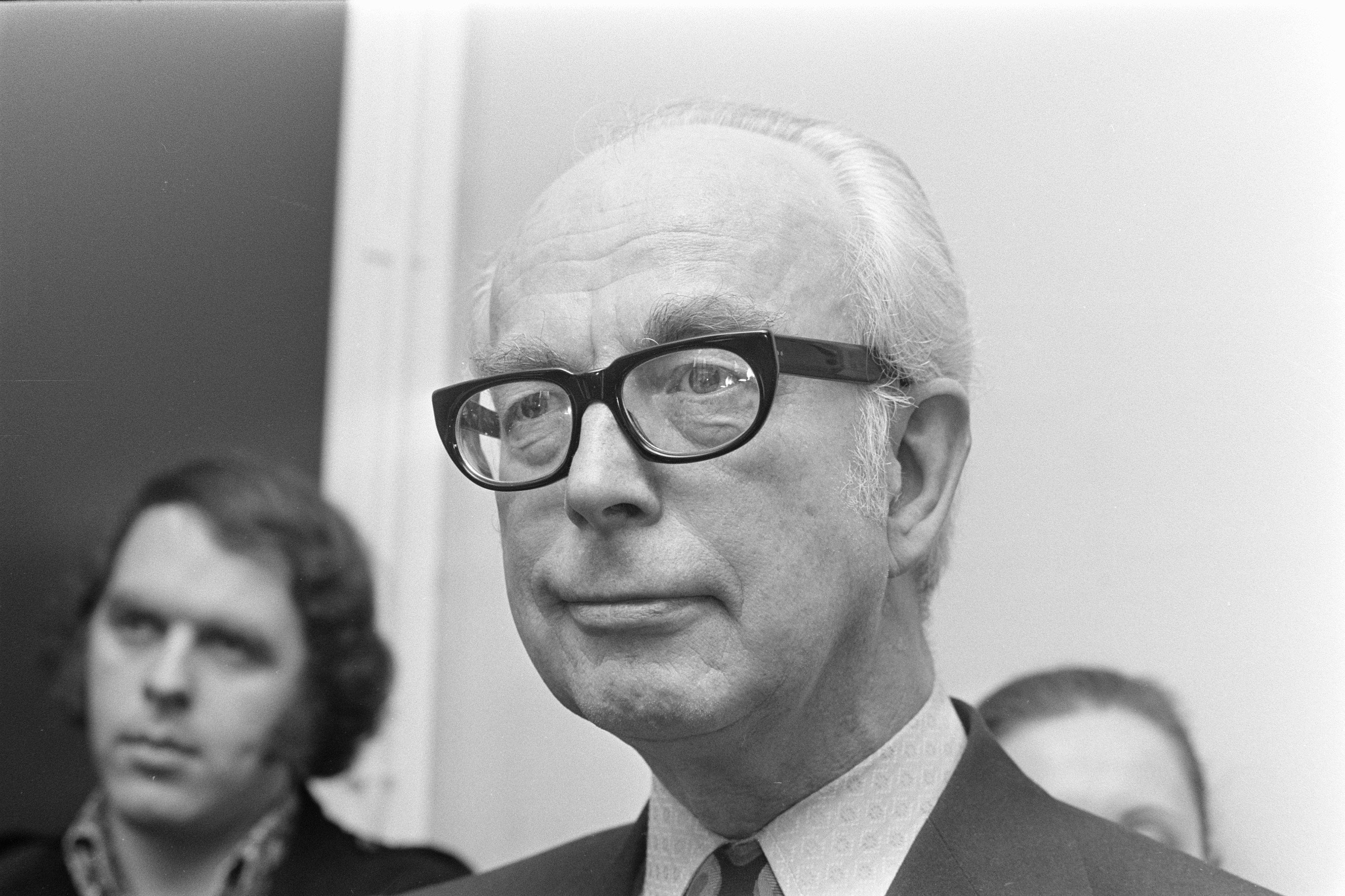
Marten Toonder (1972).

Marten Toonder, född 2 maj 1912 i Rotterdam, död 27 juli 2005 i Laren, var en nederländsk serieskapare. Toonders mest kända serie är Tom Puss som startade 1938 och fortsatte under ett antal decennier; sista avsnittet gjordes 1986. Andra serier han gjort är Panda och Cappy.